# Val-du-Layon

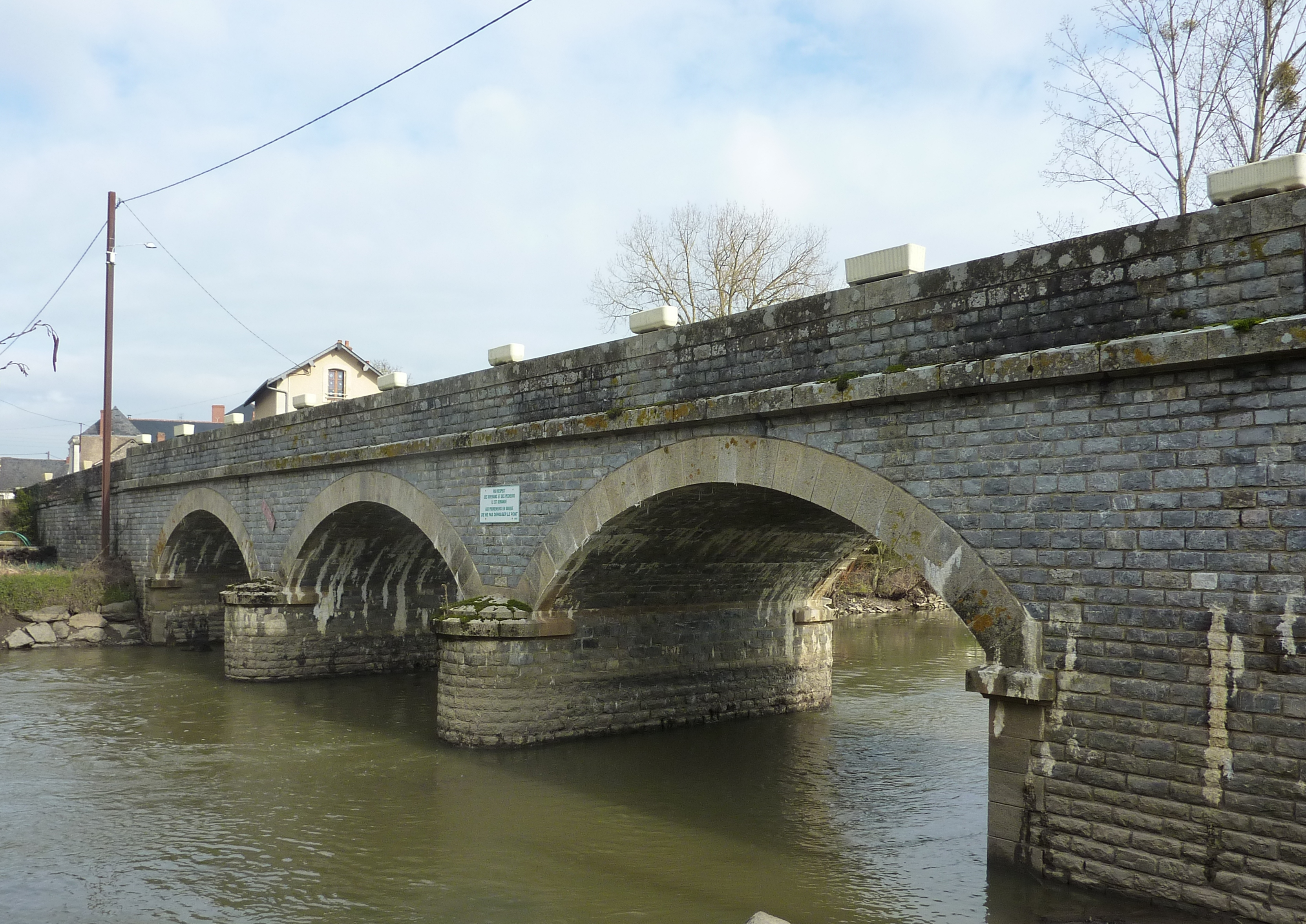
Pont de Saint-Aubin-de-Luigné,Sobre o Layon

Val-du-Layon é uma comuna francesa na região administrativa da Pays de la Loire, no departamento de Maine-et-Loire. Estende-se por uma área de 29,63 km². Em 2010 a comuna tinha 3 455 habitantes (densidade: 116,6 hab./km²).
A municipalidade foi estabelecida em 31 de dezembro de 2015 e consiste na fusão das antigas comunas de Saint-Aubin-de-Luigné and Saint-Lambert-du-Lattay.